# Fotiske zone
Den fotiske zone er de vanddybder i en sø eller et hav (dvs både i fersk- eller havvand), som modtager tilstrækkeligt lys til, at der kan foregå fotosyntese. Kun når vandet samtidig rummer de nødvendige gødningsstoffer, vil der sker en opvækst af autotrofe planter og plankton. Der er med andre ord fotiske zoner, som er næsten ørkenagtigt tomme for planter og planteplankton, mens andre er meget frodige og yderst produktive. Det er på sådanne steder, at man finder de kendte fiskebanker.
Udbredelsen af den fotiske zone afhænger i høj grad af vandets klarhed og af årstiden. Det er kun i denne vandzone, at der kan foregå en nettoprimærproduktion (når man ser bort fra den kemosyntese, der foregår i stor dybde ved de varme kilder langs oceanryggene). Derfor har den maksimale dybde, lyset kan trænge ned i, afgørende betydning for mængden af produceret stof.
Vandets klarhed måles med et simpelt instrument: Secchi skiven.